# Grande Prêmio dos Países Baixos de 2016 (MotoGP)
O Grande Prêmio da MotoGP dos Países Baixos de 2016 ocorreu em 26 de junho.

## Resultados

### Classificação MotoGP
| Pos | Piloto           | Equipe                        | Moto    | Tempo     | Pontos |
| --- | ---------------- | ----------------------------- | ------- | --------- | ------ |
| 1   | Andrea Dovizioso | Ducati Team                   | Ducati  | 26'21.451 | 25     |
| 2   | Danilo Petrucci  | OCTO Pramac Yakhnich          | Ducati  | +0.401    | 20     |
| 3   | Valentino Rossi  | Movistar Yamaha MotoGP        | Yamaha  | +0.735    | 16     |
| 4   | Scott Redding    | OCTO Pramac Yakhnich          | Ducati  | +0.939    | 13     |
| 5   | Marc Marquez     | Repsol Honda Team             | Honda   | +4.608    | 11     |
| 6   | Dani Pedrosa     | Repsol Honda Team             | Honda   | +5.499    | 10     |
| 7   | Cal Crutchlow    | LCR Honda                     | Honda   | +6.002    | 9      |
| 8   | Jack Miller      | Estrella Galicia 0,0 Marc VDS | Honda   | +9.204    | 8      |
| 9   | Pol Espargaro    | Monster Yamaha Tech 3         | Yamaha  | +17.252   | 7      |
| 10  | Alvaro Bautista  | Aprilia Racing Team Gresini   | Aprilia | +17.384   | 6      |
| 11  | Stefan Bradl     | Aprilia Racing Team Gresini   | Aprilia | +17.795   | 5      |
| 12  | Bradley Smith    | Monster Yamaha Tech 3         | Yamaha  | +21.655   | 4      |
| 13  | Maverick Viñales | Team SUZUKI ECSTAR            | Suzuki  | +23.973   | 3      |
| 14  | Tito Rabat       | Estrella Galicia 0,0 Marc VDS | Honda   | +30.610   | 2      |
| 15  | Aleix Espargaro  | Team SUZUKI ECSTAR            | Suzuki  | +30.836   | 1      |
| 16  | Hector Barbera   | Avintia Racing                | Ducati  | +42.806   | 0      |
| 17  | Andrea Iannone   | Ducati Team                   | Ducati  | +51.467   | 0      |
| 18  | Eugene Laverty   | Aspar Team MotoGP             | Ducati  | +51.794   | 0      |
| 19  | Jorge Lorenzo    | Movistar Yamaha MotoGP        | Yamaha  | +53.072   | 0      |

### Classificação Moto2
| Pos | Piloto              | Equipe                        | Moto     | Tempo     | Pontos |
| --- | ------------------- | ----------------------------- | -------- | --------- | ------ |
| 1   | Takaaki Nakagami    | IDEMITSU Honda Team Asia      | Kalex    | 34'33.948 | 25     |
| 2   | Johann Zarco        | Ajo Motorsport                | Kalex    | +2.435    | 20     |
| 3   | Franco Morbidelli   | Estrella Galicia 0,0 Marc VDS | Kalex    | +5.670    | 16     |
| 4   | Sam Lowes           | Federal Oil Gresini Moto2     | Kalex    | +7.069    | 13     |
| 5   | Lorenzo Baldassarri | Forward Team                  | Kalex    | +7.883    | 11     |
| 6   | Alex Rins           | Paginas Amarillas HP 40       | Kalex    | +9.215    | 10     |
| 7   | Simone Corsi        | Speed Up Racing               | Speed Up | +9.482    | 9      |
| 8   | Alex Marquez        | Estrella Galicia 0,0 Marc VDS | Kalex    | +15.004   | 8      |
| 9   | Dominique Aegerter  | CarXpert Interwetten          | Kalex    | +15.227   | 7      |
| 10  | Jonas Folger        | Dynavolt Intact GP            | Kalex    | +15.404   | 6      |
| 11  | Xavier Simeon       | QMMF Racing Team              | Speed Up | +16.374   | 5      |
| 12  | Sandro Cortese      | Dynavolt Intact GP            | Kalex    | +16.567   | 4      |
| 13  | Marcel Schrotter    | AGR Team                      | Kalex    | +24.770   | 3      |
| 14  | Danny Kent          | Leopard Racing                | Kalex    | +25.017   | 2      |
| 15  | Miguel Oliveira     | Leopard Racing                | Kalex    | +25.542   | 1      |
| 16  | Julian Simon        | QMMF Racing Team              | Speed Up | +25.729   | 0      |
| 17  | Xavi Vierge         | Tech 3 Racing                 | Tech 3   | +34.115   | 0      |
| 18  | Jesko Raffin        | Sports-Millions-EMWE-SAG      | Kalex    | +34.180   | 0      |
| 19  | Mattia Pasini       | Italtrans Racing Team         | Kalex    | +34.764   | 0      |
| 20  | Remy Gardner        | Tasca Racing Scuderia Moto2   | Kalex    | +41.438   | 0      |
| 21  | Isaac Viñales       | Tech 3 Racing                 | Tech 3   | +42.058   | 0      |
| 22  | Robin Mulhauser     | CarXpert Interwetten          | Kalex    | +48.683   | 0      |
| 23  | Edgar Pons          | Paginas Amarillas HP 40       | Kalex    | +56.096   | 0      |

### Classificação Moto3
| Pos | Piloto                | Equipe                    | Moto     | Tempo     | Pontos |
| --- | --------------------- | ------------------------- | -------- | --------- | ------ |
| 1   | Francesco Bagnaia     | ASPAR Mahindra Team Moto3 | Mahindra | 38'11.535 | 25     |
| 2   | Fabio Di Giannantonio | Gresini Racing Moto3      | Honda    | +0.039    | 20     |
| 3   | Andrea Migno          | SKY Racing Team VR46      | KTM      | +0.018    | 16     |
| 4   | Romano Fenati         | SKY Racing Team VR46      | KTM      | +0.084    | 13     |
| 5   | Niccolò Antonelli     | Ongetta-Rivacold          | Honda    | +0.136    | 11     |
| 6   | Jules Danilo          | Ongetta-Rivacold          | Honda    | +0.161    | 10     |
| 7   | Nicolo Bulega         | SKY Racing Team VR46      | KTM      | +0.826    | 9      |
| 8   | Joan Mir              | Leopard Racing            | KTM      | +0.839    | 8      |
| 9   | Bo Bendsneyder        | Red Bull KTM Ajo          | KTM      | +1.023    | 7      |
| 10  | Lorenzo Dalla Porta   | Estrella Galicia 0,0      | Honda    | +1.038    | 6      |
| 11  | Philipp Oettl         | Schedl GP Racing          | KTM      | +1.153    | 5      |
| 12  | Brad Binder           | Red Bull KTM Ajo          | KTM      | +12.169   | 4      |
| 13  | Jakub Kornfeil        | Drive M7 SIC Racing Team  | Honda    | +15.641   | 3      |
| 14  | Maria Herrera         | MH6 Team                  | KTM      | +18.518   | 2      |
| 15  | Livio Loi             | RW Racing GP BV           | Honda    | +18.549   | 1      |
| 16  | John Mcphee           | Peugeot MC Saxoprint      | Peugeot  | +18.602   | 0      |
| 17  | Darryn Binder         | Platinum Bay Real Estate  | Mahindra | +36.919   | 0      |
| 18  | Stefano Valtulini     | 3570 Team Italia          | Mahindra | +41.562   | 0      |
| 19  | Adam Norrodin         | Drive M7 SIC Racing Team  | Honda    | +41.647   | 0      |
| 20  | Lorenzo Petrarca      | 3570 Team Italia          | Mahindra | +54.639   | 0      |
| 21  | Fabio Spiranelli      | CIP-Unicom Starker        | Mahindra | +55.295   | 0      |
| 22  | Danny Webb            | Platinum Bay Real Estate  | Mahindra | +1'04.271 | 0      |